# Stazione di Cagliari-Pirri
Stazione di Cagliari-Pirri 2008-ban bezárt vasútállomás Olaszországban, Szardínia régióban, Cagliari településen.

## Vasútvonalak
Az állomást az alábbi vasútvonalak érintették:
- Cagliari–Isili-vasútvonal

## Kapcsolódó állomások
A vasútállomáshoz az alábbi állomások vannak a legközelebb: 
- Stazione di Monserrato Redentore
- Stazione di Cagliari Centro Commerciale